# 天平沟
天平沟，位于中华人民共和国河北省中部，是滏阳河左岸支流，原为滹沱河故道，几经整治形成现状。天平沟起自安平县南王庄镇周大转村以西安平县与辛集市交界处，由辛集市的小章排沟和百福排沟汇合而成，向东流经安平县西南部、深州市北部和武强县中部地区，于武强县县城武强镇北牌村（原属小范镇）东北经天平沟节制闸汇入滏阳河。沟长67.26千米，汇流面积1120平方千米。